# Phaegoptera chorima
Phaegoptera chorima là một loài bướm đêm thuộc phân họ Arctiinae, họ Erebidae.